# Замок Кіллінінні
Замок Кіллінінні (англ. Killininny Castle) — замок Фірхаус (ірл. Caisleán Teach Giúise) — Кашлен Тех Гуше — один із замків Ірландії, що стояв колись на території нинішнього передмістя Дубліна Фірхаус (Південний Дублін). Назва Фірхаус походить від ірландського слова «фір», що означає «ялина», але одночасно означає «люди», «народ».
Колись тут був невеликий замок і поселення навколо нього на березі річки. У XIV столітті біля замку була гребля. Селище у зв'язку з цим називалося Вейр (Гребля) або Грейт Вейр (Велика Гребля). Потім селище називалося Доддер, потім Балротері.
У 1816 році на місці замку сталася подія — страта батька і двох його синів. У тому році зник єгер Джон Кінлен. На подвір'ї одного місцевого жителя на прізвище Керні було знайдено закривавлену сокиру. І тільки на основі цього факту батька і двох синів було визнано винними у вбивстві і засуджено до страти. Шибениці були виготовлені безтолково. Коли син — Вільям Керні був повішений, виявилось, що він дуже високий і дістає ногами до землі. Тоді під шибеницею вирили яму і кат тримав його за ноги, доки він не помер.
Біля замку у свій час було ряд млинів, церква, монастир, школа і дві кузні.